# Jean Baptiste François Pitra
Jean-Baptiste-François Pitra (Champforgeuil, 1 de agosto de 1812 - Roma, 9 de fevereiro de 1889) foi um cardeal católico francês, arqueólogo e teólogo.
Nasceu em Champforgeuil. Juntando-se à Ordem Beneditina, entrou na Abadia de Solesmes em 1842 e foi colaborador do Abade Migne na Patrologia latina e Patrologia Graeca deste último. Foi eleito cardeal em 1863 e recebeu a igreja titular de San Callisto em 1867, antes de ser nomeado bibliotecário da Biblioteca do Vaticano em 1869. É especialmente notável por suas grandes descobertas arqueológicas, incluindo a inscrição de Autun, e é autor de inúmeras obras sobre assuntos arqueológicos, teológicos e históricos.
Pitra morreu em Roma.

## Obras
- Analecta sacra spicilegio solesmensi parata (em latim). 1. Paris: [s.n.] 1876
  - Analecta sacra spicilegio solesmensi parata (em latim). 2. Paris: [s.n.] 1884
  - Analecta sacra spicilegio solesmensi parata (em latim). 4. Paris: [s.n.] 1883
- Paulin Martin; Jean Baptiste François Pitra (2010). Analecta Sacra Patrum Antenicaenorum ex Codicibus Orientalibus : Syriac and Armenian Fragments of Ante-Nicene Writings. Col: Syriac Studies Library (em latim e inglês) 2nd ed. Piscataway, NJ: Gorgias Press. ISBN 9781463224349. OCLC 1110709933 – via archive.is

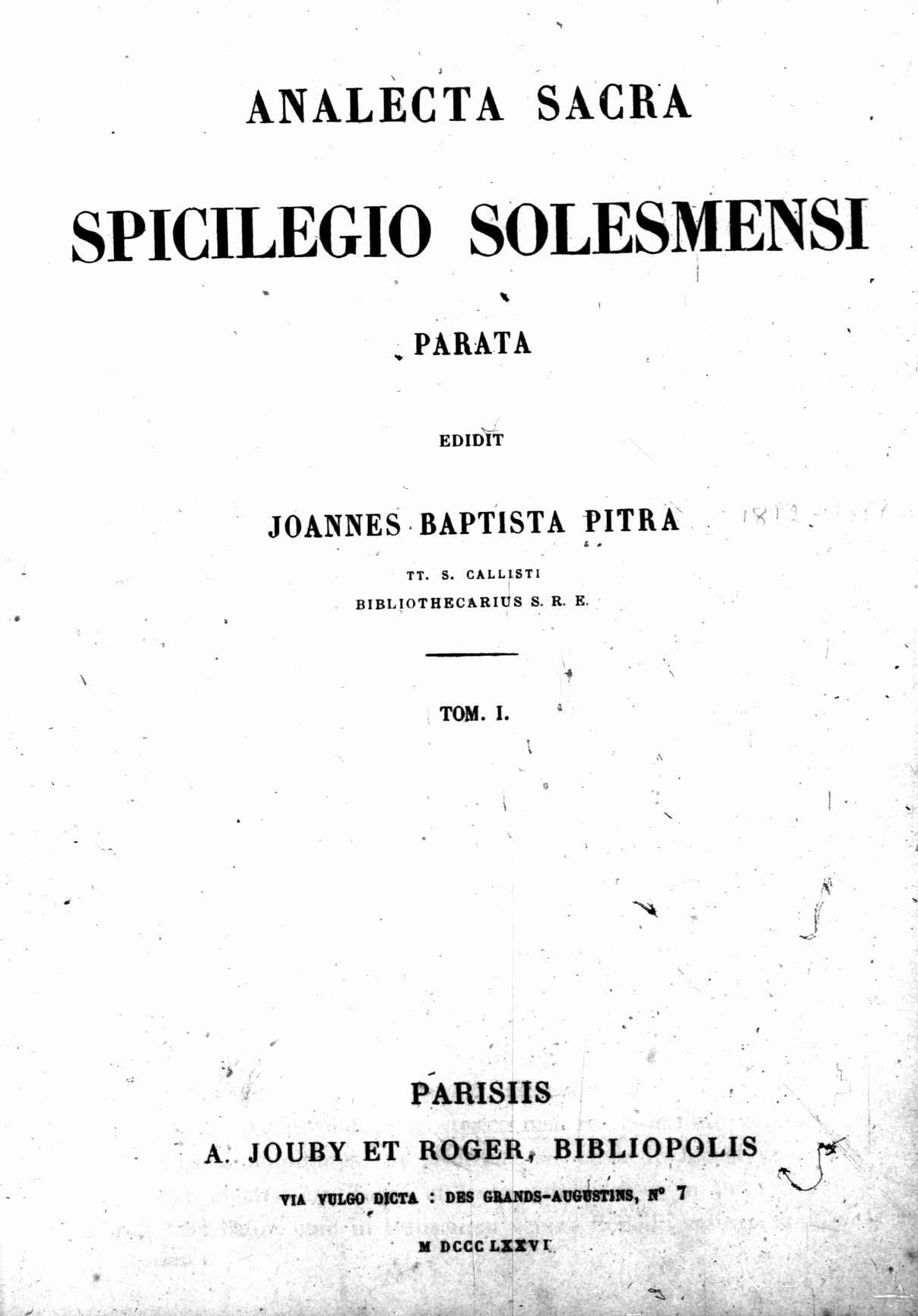
Analecta sacra spicilegio solesmensi parata, 1876